# 兴隆山卧桥
兴隆山卧桥，位于中国甘肃省榆中县，为一个省级文物保护单位，类型为古建筑。
兴隆山卧桥的历史年代为清代。